# Ворошиловка
Вороши́ловка (каз. Ворошилов) — село у складі Карабалицького району Костанайської області Казахстану. Входить до складу Тогузацького сільського округу.
Населення — 436 осіб (2021; 498 у 2009, 537 у 1999, 557 у 1989).